# Гаврилов, Матвей Гаврилович
Матвей Гаврилович Гаврилов (1759—1829) — русский филолог, ординарный профессор и декан отделения словесных наук Московского университета, статский советник.

## Биография
Матвей Гаврилов родился в 1759 году в слободе Дмитровка Севского уезда Орловской губернии. Со стороны отца, служившего казачьим сотником, происходил из черкесов. С 1770 года казённокоштный учащийся университетской гимназии, а с 1777 года — в Московском университете. В 1779 году на пожертвование П. А. Демидова для студентов, готовившихся к профессорской деятельности, был определён (вместе с Василием Аршеневским) в Учительскую семинарию, ещё обучаясь в которой, он уже состоял помощником преподавателя в обоих отделениях университетской гимназии — дворянском и разночинском. В Благородном пансионе при университете он был сначала репетитором и надзирателем, а затем — преподавателем.
По поручению И. И. Мелиссино с 1790 года Гаврилов издавал вместе с Подшиваловым и Сохацким, а потом один, в течение 38 лет, «Политический журнал», выходивший с 1809 года под заглавием «Исторический, статистический и географический журнал, или современная история света».
В первые годы своей деятельности Гаврилов преподавал в Московском университете и гимназиях немецкий язык и составил несколько руководств:
- «Начальные правила немецкого языка» (М., 1790);
- «Немецкая хрестоматия» (М., 1792);
- «Новый лексикон на нём., франц., латинск. и итал. языках» (М., 1781 и 1789).

С 1795 года — адъюнкт философии Московского университета. С 1796 года кроме немецкой словесности преподавал русскую риторику по руководству Ломоносова.
В ноябре 1804 года был утверждён в должности экстраординарного профессора Московского университета по кафедре российской словесности и изящных наук. В августе 1811 года назначен ординарным профессором на новоучреждённой кафедре славянской словесности.
Отечественная война 1812 года прервала занятия Гаврилова, пожар истребил его библиотеку, а сам он уехал из Москвы в Нижний Новгород, куда университет поручил ему препроводить некоторые свои учёные сокровища, что и было им успешно выполнено; пробыв там год, он вернулся в Москву, снова занялся своим журналом, издававшимся в его отсутствие М. Невзоровым. Кроме лекций по славяно-российской словесности он стал читать ещё лекции по археологии и эстетике. В 1816/1817 учебном году был деканом словесного отделения Московского университета. В 1821 году получил также кафедру археологии и теории изящных искусств (сменив на ней М. Т. Каченовского).
М. Г. Гаврилов был членом-учредителем Общества любителей российской словесности и действительным членом Московского общества истории и древностей российских.
Студенты университета скептически относились к преподаванию Гаврилова. Д. Н. Свербеев вспоминал: «Профессор славянской словесности  Матвей Гаврилович обучал нас, собственно говоря, церковному языку посредством одного упражнения в чтении наших божественных книг и преимущественно Четь-Миней. Едва ли и сам знал он во всём объёме язык, им преподаваемый… Гаврилов, конечно, не мог основательно выучить никого славянскому языку, но всё-таки выучил иных славянской грамоте и цифире, сколько-нибудь приучил их слух к церковной речи, объяснял её обороты и таким образом был небесполезен в своём преподавании».
Умер в Москве 21 января (2 февраля) 1829 года и был похоронен на Лазаревском кладбище в Москве. Его место в Московском университете в должности адъюнкта занял сын Александр Матвеевич Гаврилов.
Имел детей: Екатерина (23.1.1793—?), Александр (17.2.1795—?), Агриппина (21.9.1796—?), Ольга (1798—?). В 1825 году его род был внесён в III часть родословная книга дворянства Московской губернии.